# ماهیچه طولی پایینی زبان
ماهیچه طولی پایینی زبان (انگلیسی: Inferior longitudinal muscle of tongue) کار تغییر شکل دادن زبان هنگام جویدن و بلعیدن را بر عهده دارد.
خاستگاه آن سطح زیرین قاعده زبان، پیوندگاهش نوک زبان، و عصب‌گیری‌اش از عصب زیرزبانی است.

## نگارخانه

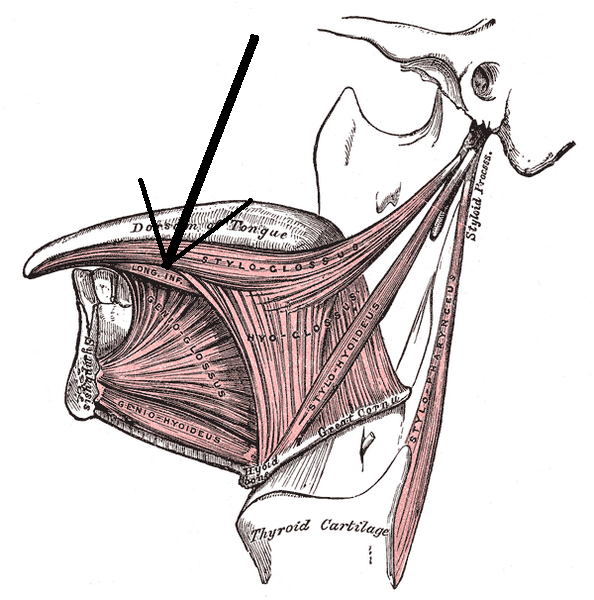